# Bermudy
Bermudské ostrovy jsou britské zámořské území v severním Atlantiku. Bermudské souostroví se skládá z 181 ostrovů s celkovou rozlohou 54 km². Nejbližší země mimo území je v americkém státě Severní Karolína, přibližně 1035 km na severozápad.

## Etymologie
Bermudy jsou pojmenovány po španělském cestovateli Juanu de Bermúdezovi, který souostroví objevil.

## Historie
Souostroví objevil v roce 1505 španělský cestovatel Juan Bermúdez. Ostrovy byly trvale osídleny od roku 1612 a jako součást Britské Ameriky se staly korunní kolonií v roce 1684. První afričtí otroci dorazili v roce 1616, ale jak obchod s otroky skončil koncem 17. století, kolonie se vyvinula v základnu pro obchodníky, korzáry a královské námořnictvo. V poslední době je cestovní ruch významným přispěvatelem k bermudské ekonomice. Po druhé světové válce se území stalo offshorovým finančním centrem a daňovým rájem.
V roce 2019 měly Bermudy přibližně 64 000 obyvatel, což z nich činí druhé nejlidnatější britské zámořské území po Kajmanských ostrovech. Černí Bermuďané, primárně potomci afrických otroků, tvoří téměř 60 % populace, zatímco bílí Bermuďané, především britského, irského a portugalského původu, tvoří více než 30 %.

## Symboly
Bermudy, závislé území Spojeného království, užívá vedle britských symbolů i své vlastní.

### Vlajka
Bermudská vlajka je tvořena (jako v jediném britském závislém území) britskou obchodní, tzv. červenou vlajkou (Red Ensign) o poměru stran 1:2, s bermudským vlajkovým emblémem (anglicky badge) ve vlající části. 

### Znak
Bermudský znak je tvořen bílým štítem se sedícím červeným lvem na zeleném pažitu, držícím další štít s vyobrazením lodi ve vlnách. Pod štítem je zlatá stuha s nápisem „QUO FATA FERUNT” (česky Kam nás osud zanese).

## Geografie

Mapa Bermud

Nacházejí se přibližně 1070 km východojihovýchodně od mysu Hatteras v Severní Karolíně u západního okraje Sargasového moře. Bermudy se skládají ze 181 ostrovů a ostrůvků, největším z nich je Main Island, který je označován také jako Bermuda. K dalším velkým patří St. George's Island, St. David's Island a Somerset Island.
Ostrovy Bermud tvoří korálový vápenec a vulkanity. Jsou to vrcholové trosky dávno vyhaslých sopek, zdvihajících se ze dna Severoamerické pánve (hluboké více než 5 km). Úbočí sopek bezprostředně pod hladinou obydlují po miliony let korálové kolonie. Hlavním zdrojem pitné vody je déšť, který se svádí z kamenných, bíle natřených střech domů do podzemních nádrží.

## Administrativní členění
Bermudy se člení na 9 (farních) obcí a 36 volebních okrsků, s hlavním městem Hamilton. To leží na hlavním ostrově Velká Bermuda v dobře chráněném přírodním přístavu. Zde také sídlí guvernér a vláda. Přestože jsou Bermudy hustě, téměř souvisle osídlené, oficiálně mají ještě jedno město, přístav St. George's na východním konci, kde je i mezinárodní letiště. Město St. George's, ležící na stejnojmenném ostrově, vzniklo jako první anglické sídlo v oblasti bermudského souostroví již v roce 1612 a jeho jádro spolu s historickým opevněním je od roku 2000 zapsáno na seznamu Světového kulturního dědictví UNESCO.

## Hospodářství
Příjemné, vlhké subtropické klima, v zimě oteplované Golfským proudem, bujné rostlinstvo a nevelká vzdálenost od Spojených států předurčily Bermudy k celoroční turistice a rekreaci.
Výhodné daňové zákony přilákaly na ostrovy množství bank a finančních společností, pojišťoven a investičních fondů, které zde mají svá ústředí. Jejich aktivity řadí Bermudy mezi deset nejbohatších zemí na světě, per capita. Na Bermudách byly od roku 1944 do konce 20. století námořní a letecké základny Spojených států, původně byly pronajaté na 99 let.

## Politika

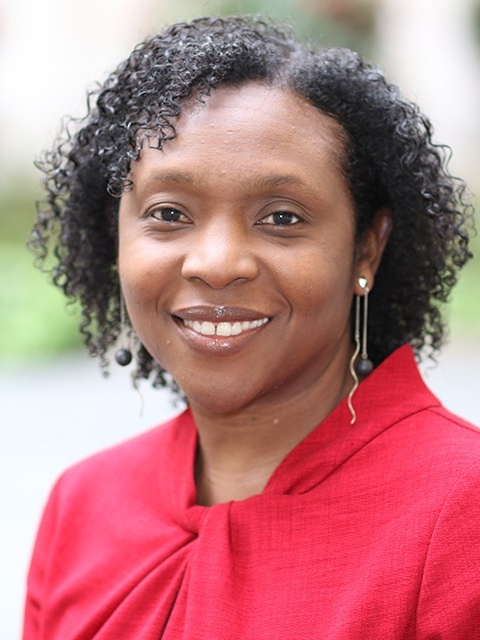
Bermudská guvernérka Rena Lalgie

Bermudy jsou zámořské území Spojeného království. Hlavou státu je britský monarcha, v současné době Karel III., který ale své pravomoci přenáší na guvernéra, jehož jmenuje, na radu britské vlády. Od roku 2020 je guvernérkou Rena Lalgie. Obrana a zahraniční věci jsou plně pod kontrolou Spojeného království, které také musí schválit jakékoli změny ústavy. Bermudy jsou nejstarším britským zámořským územím. V roce 1620 král udělil Bermudám omezenou samosprávu. Bermudský parlament je pátý nejstarší na světě, po islandském, anglickém, manském a polském. Ústava Bermud vstoupila v platnost v roce 1968 a od té doby byla několikrát novelizována. V čele vlády je premiér, kabinet je sestaven premiérem a oficiálně jmenován guvernérem. Parlament je dvoukomorový, horní komora Senát má 11 členů jmenovaných guvernérem na radu premiéra a vůdce opozice. Dolní komora, sněmovna, má 36 členů volených ve všeobecných volbách. Volby se konají jednou za pět let. Na Bermudách je jen málo akreditovaných diplomatů. Spojené státy udržují největší diplomatickou misi. Spojené státy jsou také největším obchodním partnerem Bermud (poskytující přes 71% dovozu a 85% turistů). Asi 5% obyvatel Bermud jsou občané USA. Blízkost Bermud k USA je učinila atraktivním jako místo pro setkání britských premiérů s americkými prezidenty. První summit se konal v prosinci 1953, svolal ho Winston Churchill, za účelem diskuse o vztazích se Sovětským svazem během studené války. Pozvání přijal americký prezident Dwight D. Eisenhower, ale zúčastnil se i francouzský premiér Joseph Laniel. V roce 1957 se konala druhá vrcholná konference. Britský premiér Harold Macmillan přijel záměrně dříve než prezident Eisenhower, což bylo gesto související s napětím mezi oběma zeměmi po Suezské válce, jíž se Britové zúčastnili k nelibosti Američanů. Macmillan se vrátil na Bermudy v roce 1961 na třetí summit, tentokrát s prezidentem Johnem F. Kennedym. Schůzka byla svolána kvůli mezinárodnímu napětí po postavení berlínské zdi. Poslední britsko-americký summit se na Bermudách uskutečnil v roce 1990, kdy se zde britská premiérka Margaret Thatcherová setkala se svým americkým protějškem Georgem Bushem. Bermudy se staly první zemí na světě, která zrušila manželství osob stejného pohlaví. Zákon podepsal tehdejší guvernér John Rankin 7. února 2018.